# Pomacentrus aurifrons
Pomacentrus aurifrons är en fiskart som beskrevs av Allen 2004. Pomacentrus aurifrons ingår i släktet Pomacentrus och familjen Pomacentridae. Inga underarter finns listade i Catalogue of Life.